# The Howling
The Howling — мини-альбом симфо-метал-группы Within Temptation, изданный в качестве второго сингла в Великобритании и США (помимо EP) с альбома The Heart of Everything; в странах Европы в качестве сингла вместо неё была выпущена «Frozen».

## История написания
The Howling — первая композиция альбома The Heart of Everything. Она была написана специально для видеоигры The Chronicles of Spellborn. Видеотрейлер к игре с использованием песни был выпущен в 2006 году.
1 мая 2007 года, до официального выхода альбома The Heart of Everything в США, «The Howling» была выпущена там в качестве EP, а затем стала официальным вторым синглом с альбома в США и тех странах, где не была выпущена «Frozen».

## Видео
Видеоклип раскрывает тему двойственности человеческой сущности: в нём показываются два образа Шарон ден Адель — светлая и тёмная стороны. В начале клипа Шарон находится на освещённом солнцем поле, одетая в светлое платье. в «тёмных» сценах присутствуют другие члены группы; сама Шарон одета в чёрное платье.

## Список композиций
Все тексты написаны Шарон ден Адель и Робертом Вестерхольтом.
| №  | Название                      | Музыка                              | Длительность |
| -- | ----------------------------- | ----------------------------------- | ------------ |
| 1. | «The Howling»                 | Роберт Вестерхольт, Даниэль Гибсон  | 5:36         |
| 2. | «Stand My Ground»             | Роберт Вестерхольт                  | 4:28         |
| 3. | «Angels»                      | Шарон ден Адель, Мартейн Спиренбюрг | 4:02         |
| 4. | «Jillian (I’d Give My Heart)» | Шарон ден Адель, Мартейн Спиренбюрг | 4:47         |
| 5. | «Memories»                    | Шарон ден Адель, Мартейн Спиренбюрг | 3:51         |